# Pikku Ammasjärvi
Pikku Ammasjärvi är en sjö i Gällivare kommun i Lappland och ingår i Kalixälvens huvudavrinningsområde. Sjön har en area på 0,436 kvadratkilometer och ligger 443 meter över havet. Sjön avvattnas av vattendraget Sikträskbäcken (Ammasjoki).

## Delavrinningsområde
Pikku Ammasjärvi ingår i det delavrinningsområde (746632-169183) som SMHI kallar för Utloppet av Pikku Ammasjärvi. Medelhöjden är 448 meter över havet och ytan är 2,39 kvadratkilometer. Det finns ett avrinningsområde uppströms, och räknas det in blir den ackumulerade arean 15,28 kvadratkilometer. Sikträskbäcken (Ammasjoki) som avvattnar avrinningsområdet har biflödesordning 4, vilket innebär att vattnet flödar genom totalt 4 vattendrag innan det når havet efter 257 kilometer. Avrinningsområdet består mestadels av skog (33 procent) och sankmarker (47 procent). Avrinningsområdet har 0,43 kvadratkilometer vattenytor vilket ger det en sjöprocent på 18,1 procent.